# Jenaro (nombre)
Jenaro, Genaro o Januario es un nombre propio masculino de origen latino en su variante en español. Procede de Ianuarius, «enero», mes dedicado al dios Jano. Su variante femenina es Jenara o Genara.

## Santoral
19 de septiembre: San Jenaro, obispo y mártir, patrono de Nápoles.

## Variantes
| Variantes en otras lenguas | Variantes en otras lenguas |
| -------------------------- | -------------------------- |
| Español                    | Jenaro, Genaro, Januario   |
| Alemán                     | Januarius                  |
| Aragonés                   | Chenaro                    |
| Asturiano                  | Xenaru                     |
| Catalán                    | Gener                      |
| Checo                      | Januárius                  |
| Corso                      | Gennaru                    |
| Danés                      | Januarius                  |
| Esperanto                  | Januaro                    |
| Euskera                    | Kenari                     |
| Finlandés                  | Januarius                  |
| Francés                    | Janvier                    |
| Gallego                    | Xenaro                     |
| Holandés                   | Januarius                  |
| Húngaro                    | Januáriusz                 |
| Inglés                     | Januarius                  |
| Islandés                   | Janúaríus                  |
| Italiano                   | Gennaro                    |
| Latín                      | Ianuarius                  |
| Letón                      | Januarijs                  |
| Lituano                    | Januarijus                 |
| Maltés                     | Ġennaru                    |
| Noruego                    | Januarius                  |
| Polaco                     | January                    |
| Portugués                  | Januário                   |
| Rumano                     | Ianuarie                   |
| Ruso                       | Януарий (Januarij)         |
| Sardo                      | Gennàru                    |
| Serbio                     | Јануарије (Januarije)      |
| Sueco                      | Januarius                  |
| Ucraniano                  | Януарій (Januarij)         |

## Personajes
- Jenaro Pérez Villaamil, pintor romántico.
- Jenara Vicenta Arnal Yarza, primera doctora en ciencias químicas de España.